# Cnephora fulvitincta
Cnephora fulvitincta là một loài bướm đêm trong họ Geometridae.